# Giuseppe Galluzzi
Giuseppe Galluzzi (ur. 10 listopada 1903 we Florencji, zm. 6 grudnia 1973 tamże) – włoski piłkarz i trener piłkarski. Zawodnik takich klubów jak Legnano, ACF Fiorentina, Genoa CFC, trener Fiorentiny, Sampdorii i Bolonii.